# Casa do Cônego
A Casa do Cônego é uma construção do século XIX tombada pela Fundação Cultural do Piauí (FUNDAC) em 29 de abril de 1986. Está localizada na praça da matriz de Nossa Senhora das Vitórias, em Oeiras (Piauí).

## Histórico
Foi construída em 1836 pelo Brigadeiro Manoel de Sousa Martins, o Visconde da Parnaíba, para ser a residência do seu filho João de Sousa Martins, vigário geral do Piauí ligado aos Bispos do Maranhão.
Atualmente o imóvel foi restaurado e transformado no Hotel Pousada Do Cônego.

## Arquitetura
Foi construída sobre as fundações de uma velha edificação do século XVII e trata-se de uma construção em estilo colonial com planta em forma de “U” e edificada em taipa de pilão.